# Bringen jezici
Bringen jezici (privatni kod: brin; isto i Brinken, Zapadni Daly), podskupina od (7) bringen-wagaydy jezika, porodica daly, koji su rašireni na području Sjevernog teritorija, Australija. Predstavnici su: 
- maridan ili meradan[zmd], 20 (Wurm and Hattori 1981);
- maridjabin [zmj], 20 (Oates and Oates 1970);
- marimanindji [zmm], 15 (Black 1983);
- maringarr [zmt], 30 (Black 1983);
- marithiel [mfr], 25 (Black 1983);
- mariyedi [zmy], 20 (Wurm and Hattori 1981);
- marti ke ili magadige [zmg], 3 (etničkih 100)[1]

## Vanjske poveznice
- Ethnologue (14th)
- Ethnologue (15th)